# Russell Gilbrook
Russell Gilbrook (* 17. května 1964 Londýn) je britský bubeník, člen rockové skupiny Uriah Heep. Mimo Uriah Heep spolupracoval také s hudebníky jako jsou Tony Iommi, Lonnie Donegan, John Farnham, Van Morrison, Tobias Sammet a Avantasia.
Hraje na bicí soupravu British Drum Company, činely Paiste a podpisové paličky od české společnosti Pellwood.